# Alleweder

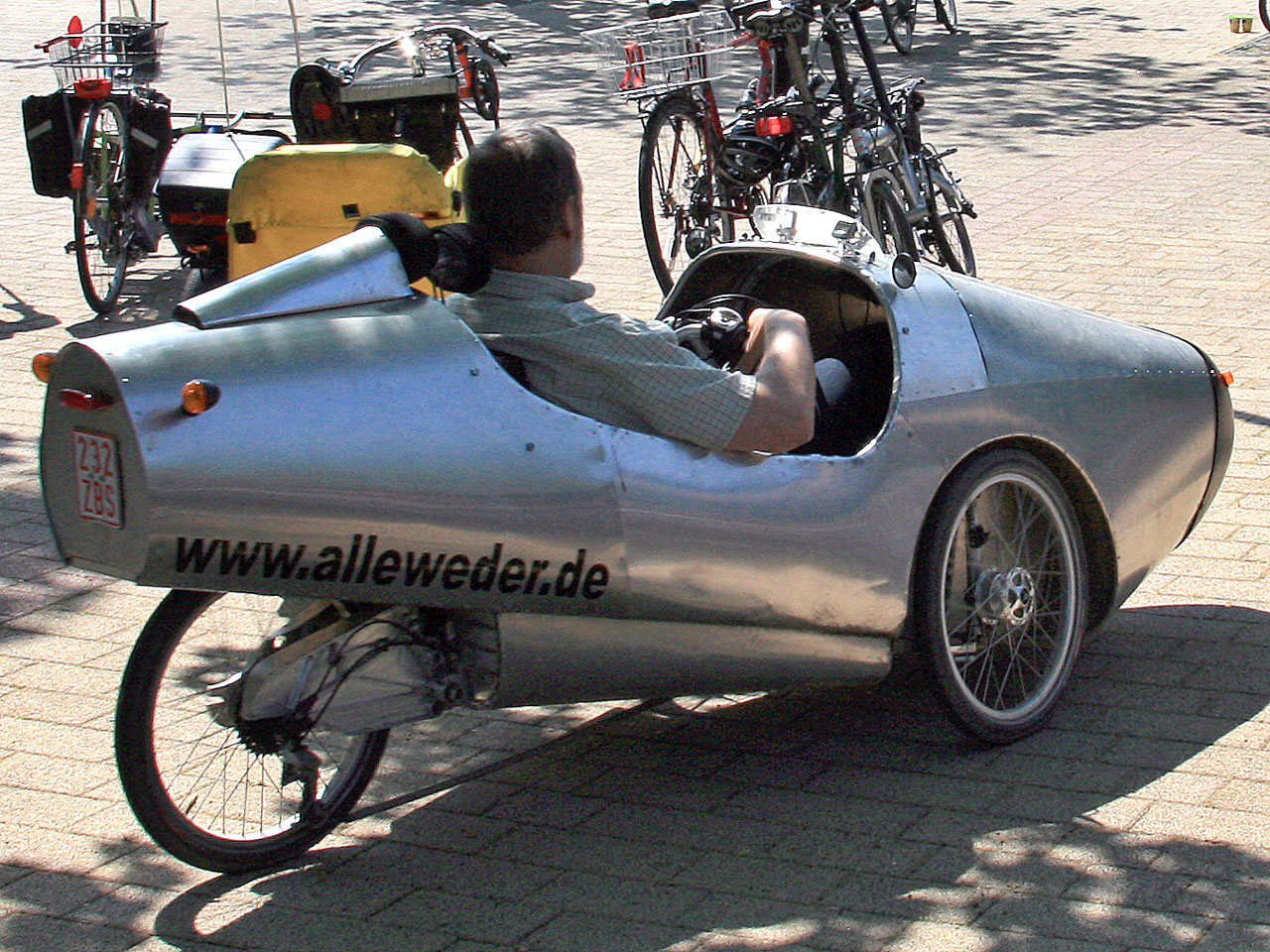
Das Alleweder auf der SPEZI 2007 in Germersheim

Das Alleweder ist ein verschaltes Liegerad (Dreirad). Diese Art von Fahrrädern wird Velomobil genannt. Der Name 'Alleweder' deutet die Allwettertauglichkeit des Gefährtes an (Alleweder = „bei jedem Wetter“). Die Verschalung dient der Verbesserung der Aerodynamik und dem Wetterschutz. Das erste Alleweder wurde von Bart Verhees Ende der 1980er Jahre in den Niederlanden entwickelt. Es wurde 2008 in unterschiedlichen Versionen in den Niederlanden, Deutschland und den USA gebaut. Es hatte eine 2,60 m lange und 0,82 m breite Aluminiumkarosserie und wog je nach Modell zwischen 31 und 42 kg.

## Versionen
2008 wurden folgende Hauptversionen unterschieden:
- AW 1: das Ur-Alleweder von Bart Verhees (Prototyp in den späten 1980er Jahren, erste verkaufsfähige Modelle ab 1991)
- AW 2: das Alleweder von Flevobike (produziert in den Jahren von 1992 bis 2000). Nachfolger:
  - ab 1996 das C-Alleweder
  - das „Limit“
  - und das „Versatile“
- AW 3: Alleweder mit 26-Zoll-Hinterrad (ab 1993)
- AW 4: Alleweder mit 20-Zoll-Hinterrad
- AW 5: verkürzte Version des A4
- AW 6: ab 2008 Nachfolger des A4 mit einer Verschalung aus Kunststoff
- AW 7: ab 2010 sportliche Version des A6

Außer der Versionsnummer ist häufig noch die Art der Schaltung angegeben. Die V-Begriffe (ndl. „versnellingen“) beziehen sich auf die Zahl der Gänge:
- V8: Achtgang-Getriebe
- V14: Rohloff-Nabe (14 Gänge)
- V24: 3 × 8 Gänge am Hinterrad (dreifach Nabenschaltung mit einer Achtfach-Kettenschaltung)

## Alleweder 1
Die erste Studie eines Alleweder entstand von Bart Verhees in den späten 1980er Jahren als ein Studentenprojekt. Er benutzte zum Bau haushaltsübliches Werkzeug. Ein Jahr später baute er ein zweites Alleweder mit einer selbsttragenden Karosserie. Der Prototyp hatte zwei 20"-Vorderräder und ein 26"-Hinterrad. Bart Verhees verwendete seinen Prototyp sowohl für Transporte als auch bei Rennen. Er gewann einen Titel in seiner Startkategorie für HPVs (Human Powered Vehicles).
Nach Abschluss des Studiums 1991 versuchte Bart Verhees das Alleweder zu vermarkten, fand aber keine Käufer.

## Alleweder 2
Erst Johan Vrielink von der Firma Flevobike entwickelte gemeinsam mit den Studenten Titus van de Brink und Bart Massee einen Bausatz basierend auf dem Bausatz von Bart Verhees. Im Jahr 1992 wurden die ersten 25 Bausätze verkauft. Noch waren die Bausätze schwer nachzubauen; so mussten die Bleche von Hand selbst geschnitten und gebogen werden. Ab 1993 wurden einige Veränderungen beim Antrieb vorgenommen. Die Bleche wurden nun in den Fokker-Flugzeugwerken gewalzt und dadurch wurde auch der Zusammenbau einfacher. 1995 wurden über 100 Stück des Alleweder-Bausatzes verkauft.

Alleweder 2

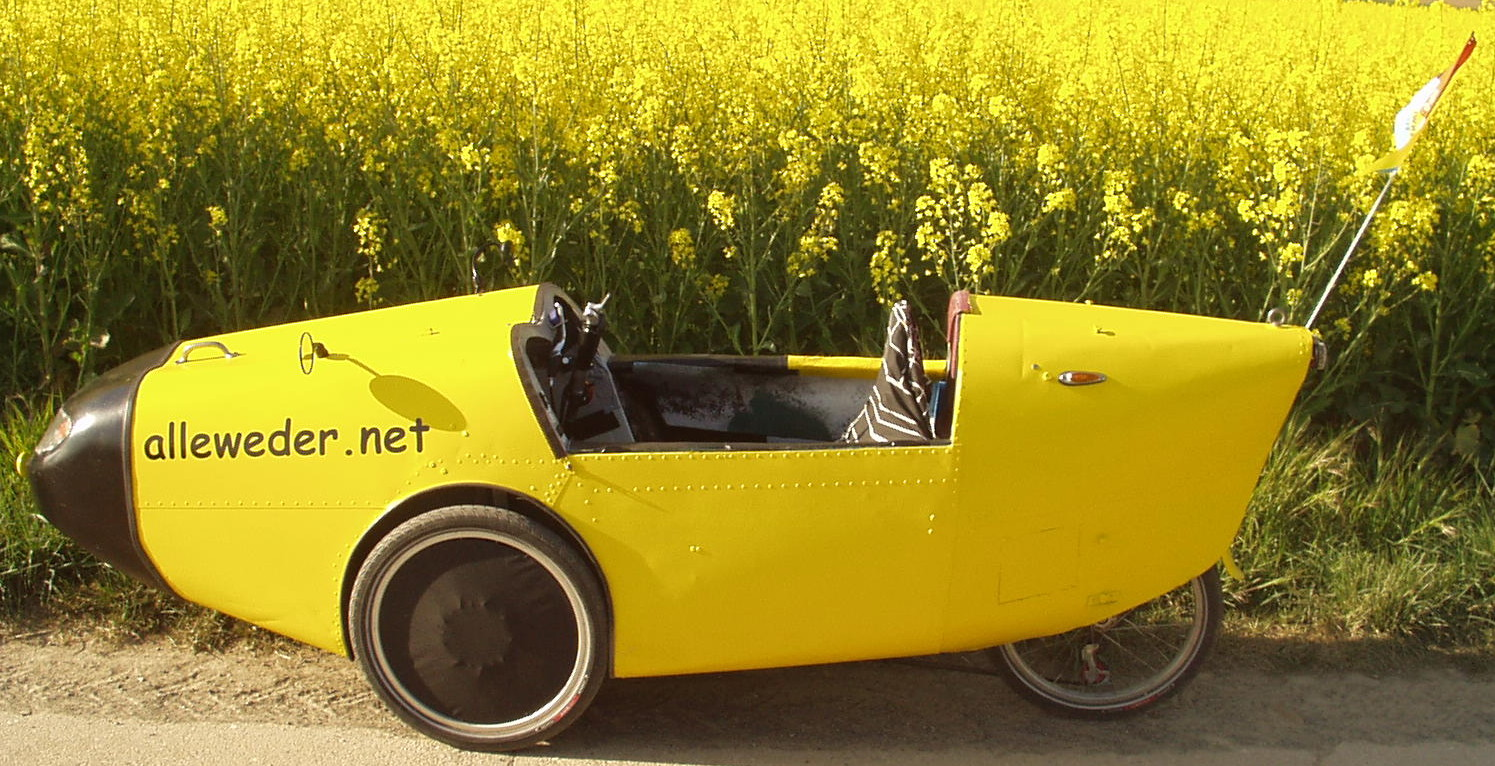
Alleweder 2

Eine verbesserte Version des AW 2, genannt „FAW+“ wird auch heute noch in den USA, in Midland, Texas von David Eggleston hergestellt oder als Bausatz angeboten.

## Alleweder 3
Das Alleweder wurde später von Leo Visscher von Alligt weiterentwickelt und bekam eine überarbeitete Karosserie und ein 26"-Hinterrad.
Die Frontbeleuchtung ist bei der Version A3 unter der Fronthaube verborgen und mit einem Klappmechanismus ausfahrbar. Auch sind die beiden Rückspiegel verschalt.

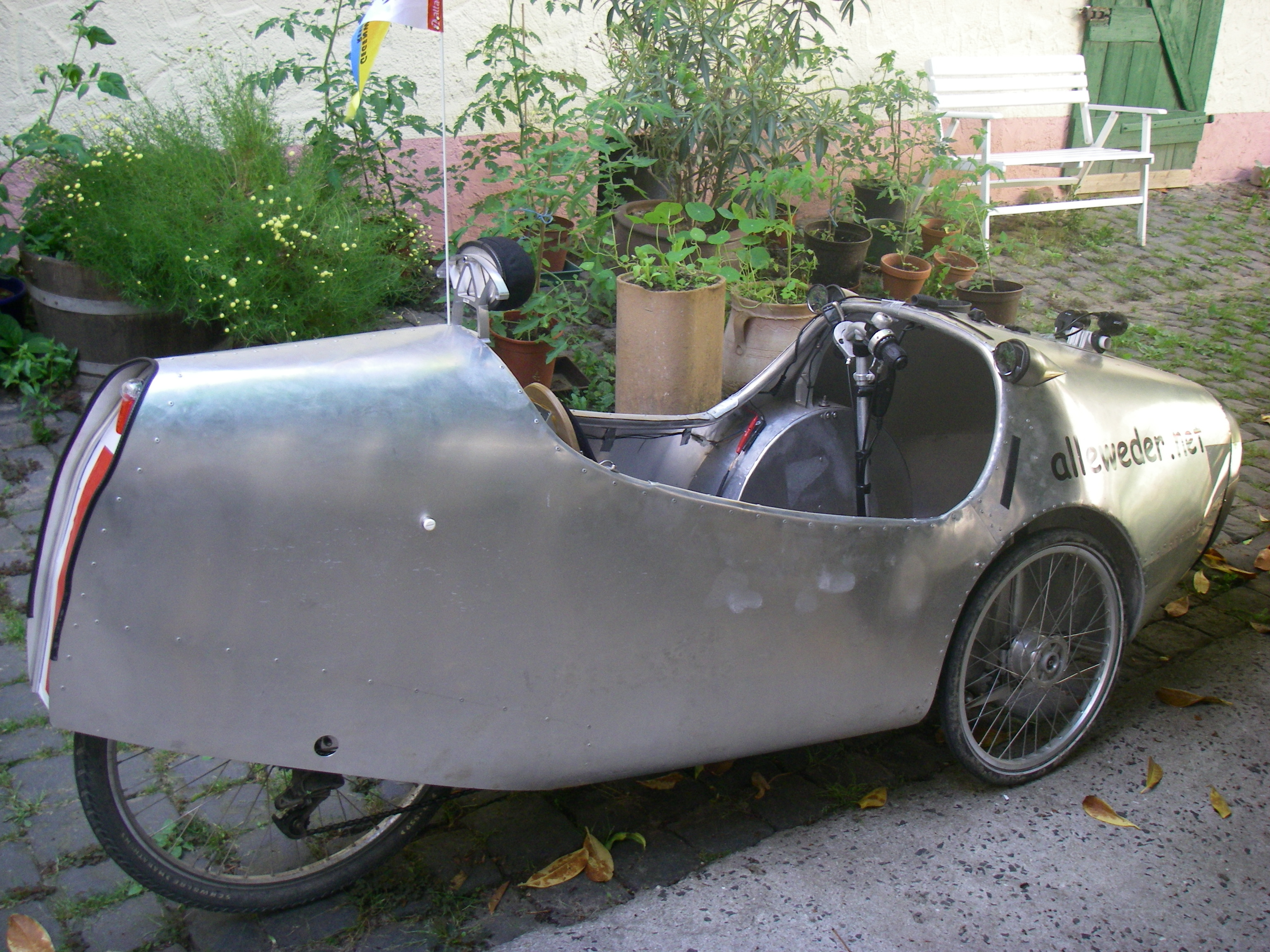
Alleweder 3

### C-Alleweder
Im Jahr 1996 begann Allert Jacobs von der Firma Flevobike das C-Alleweder zu bauen. Das C-Alleweder war ursprünglich gar nicht für die Produktion gedacht, jedoch wollten mehrere Leute, die den Prototyp gesehen hatten, ein C-Alleweder kaufen. Daraufhin wurden ca. 30 Stück von Flevobike produziert und verkauft.

### Limit
Als Flevobike mit der Entwicklung des „Versatile“ begann, hat der Liegeradladen Tempelman die Produktion weitergeführt und das C-Alleweder unter dem Namen „Limit“ verkauft. Es hatte im Gegensatz zum Alleweder eine vollständig gekapselte Kette sowie eine Karosserie aus mit Kohlenstoff- und Aramidfasern verstärktem Kunststoff.

## Alleweder A4
Vorgeschichte: Ab 1997 entschied sich Bart Verhees erneut, ein Alleweder herzustellen, jedoch verkauften sich nur ein paar Dutzend Stück. Auch Nico Pluimers scheiterte ein Jahr später. Er verkaufte alles an Leo Visscher von der Firma Alligt. Leo Visscher verbesserte vieles am Alleweder und produziert es seitdem (Stand 2008).
Die Version 4 des Alleweders basiert auf dem A3. Das Heck wurde neu gestaltet und hat nun einen größeren Kofferraum. Als Hinterrad wurde wieder (wie beim A2) eines mit 20 Zoll Größe verwendet; außerdem wurde die Hinterradaufhängung völlig neu entwickelt. Weggefallen beim A4 sind der ausklappbare Frontscheinwerfer sowie die verschalten Rückspiegel. Die Montage des A4 ist durch die Weiterentwicklung einfacher geworden.

### Maße und Gewichte
Das Alleweder A4 ist ca. 2,60 m lang, ca. 82 cm breit (an den Vorderrädern auf Bodenhöhe), und ca. 85 cm hoch und hat einen Radstand von 1,3 Metern. Der Wendekreis von Wand zu Wand beträgt 9 Meter. In der Basisversion ohne Dach und Regenplane wiegt es 31 kg. Der Fahrer sollte nicht mehr als 1,95 m groß sein und unter 95 kg (Quelle „Dutch Liegfietsen“) bzw. 110 kg (Quelle „Lohmeyer“) wiegen.

### Aufbau
Die Versionen 1 und 2 des Alleweder hatten noch eine selbsttragende Karosserie ausschließlich aus genieteten Aluminiumblechen. Um die Steifigkeit zu erhöhen und das Gewicht gleichzeitig zu reduzieren, werden inzwischen jedoch Aluträger verwendet. Bereits beim A3 wurden sie verwendet; beim A4 jedoch an wesentlich mehr Stellen: Das A4 besteht aus einem Aluminiumguss-Träger, der von der Tretkurbel abwärts in Bodennähe bis zur Schwinge des Hinterrades verläuft. Dieser Träger ist aus mehreren Teilen zusammengeschraubt. An diesem Hauptträger ist vorne ein ovaler Gitterspant (siehe Bild „Antrieb“) befestigt. Die Vorderräder werden von einem ringförmigen Spant gestützt; ein dritter Spant befindet sich hinter dem Sitz, der vierte Spant versteift das hintere Ende des Kofferraums. Der Einstieg besteht aus einem von Blechen ummantelten Aluminiumrohr. Verbunden sind die Träger und Spanten durch die Verschalung, die aus genieteten Aluminiumblechen besteht. Die Verschalung versteift die Karosserie und ist tragender Bestandteil des Velomobils. Die Träger sind verschraubt, alle Bleche sind an den Trägern und untereinander durch Blindniete verbunden. Insgesamt sind es etwa 1600 Nieten. Der Sitz ist ebenfalls aus Aluminium genietet und mit einer dicken Schaumstoffauflage versehen. Nur die schwarze Fronthaube besteht aus nachgiebigem Kunststoff; das verhindert Beulen bei leichten Auffahrunfällen. Je nach Montagetyp und Unfallschwere werden eventuell jedoch Licht und Antriebsmotor beschädigt.
Die Bodenöffnung unterhalb der Tretkurbel ist notwendig; einerseits, um beim Treten den Fersen genügend Platz nach unten zu bieten, andererseits wird die Öffnung auch zum rückwärts Rangieren benötigt, da ein (motorgestütztes) Rückwärtsfahren bei dieser Art des Antriebs technisch nicht möglich ist. Man schiebt daher das Rad mit den Füßen rückwärts. Außerdem dient die Öffnung der Belüftung. Bei Regen dringt durch diese Öffnung jedoch kein Spritzwasser ein, da sie sich vollständig vor den Vorderrädern befindet.
Es gibt folgendes Zubehör: Eine Seitenverschalung des Heckrades, eine kleine Windschutzscheibe, eine aufknöpfbare Plane, die den Innenraum abdeckt, und ein schmales Dach aus Fiberglasstangen und Schaumstoff, das sog. „Versatile-Dach“, benannt nach einem Nachfolger des Alleweders, dem „Versatile“. Das Dach ergänzt die Plane, schützt den Kopf vor Regen und ermöglicht durch ein kleines Kunststofffenster vorne auch den Blick nach oben. Eine weitere Option ist ein großes Dach aus Aluminium, das den Einstieg und den Kopf des Fahrers vollständig umgibt (Einzelanfertigung auf Wunsch durch die Fa. Lohmeyer).
Da sich ein Großteil des Gewichtes im vorderen Bereich des Fahrzeugs befindet, kann das leere Alleweder durch Anheben des Hecks leicht gewendet werden. Im A4 ist seit 2007 durch eine Änderung des Heckspiegels dort ein Handgriff integriert.

### Fahrwerk, Antrieb

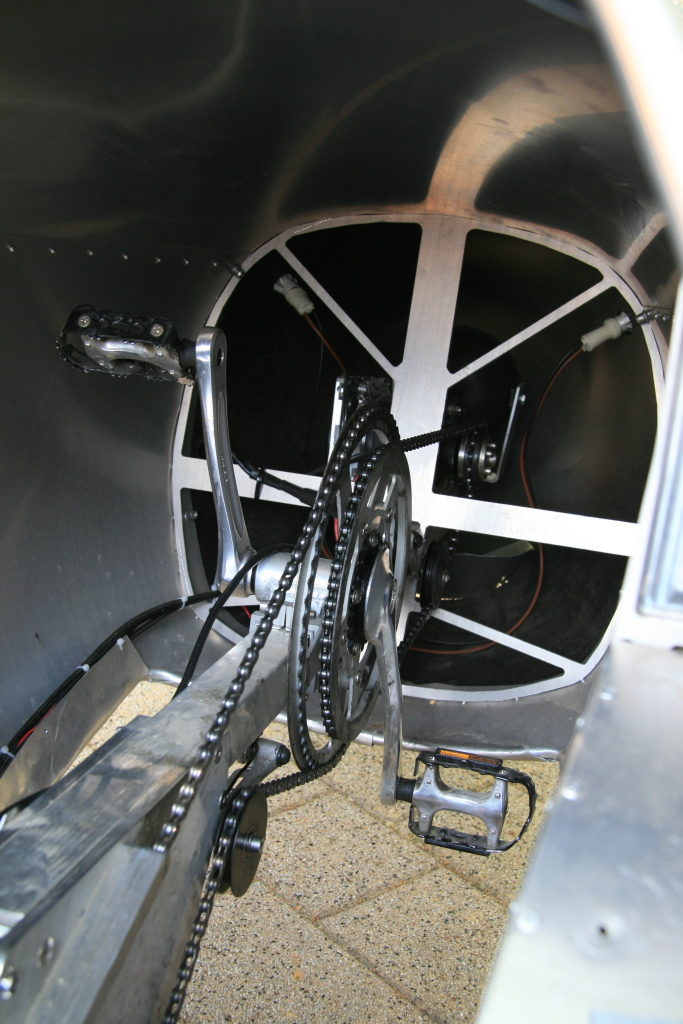
Antrieb

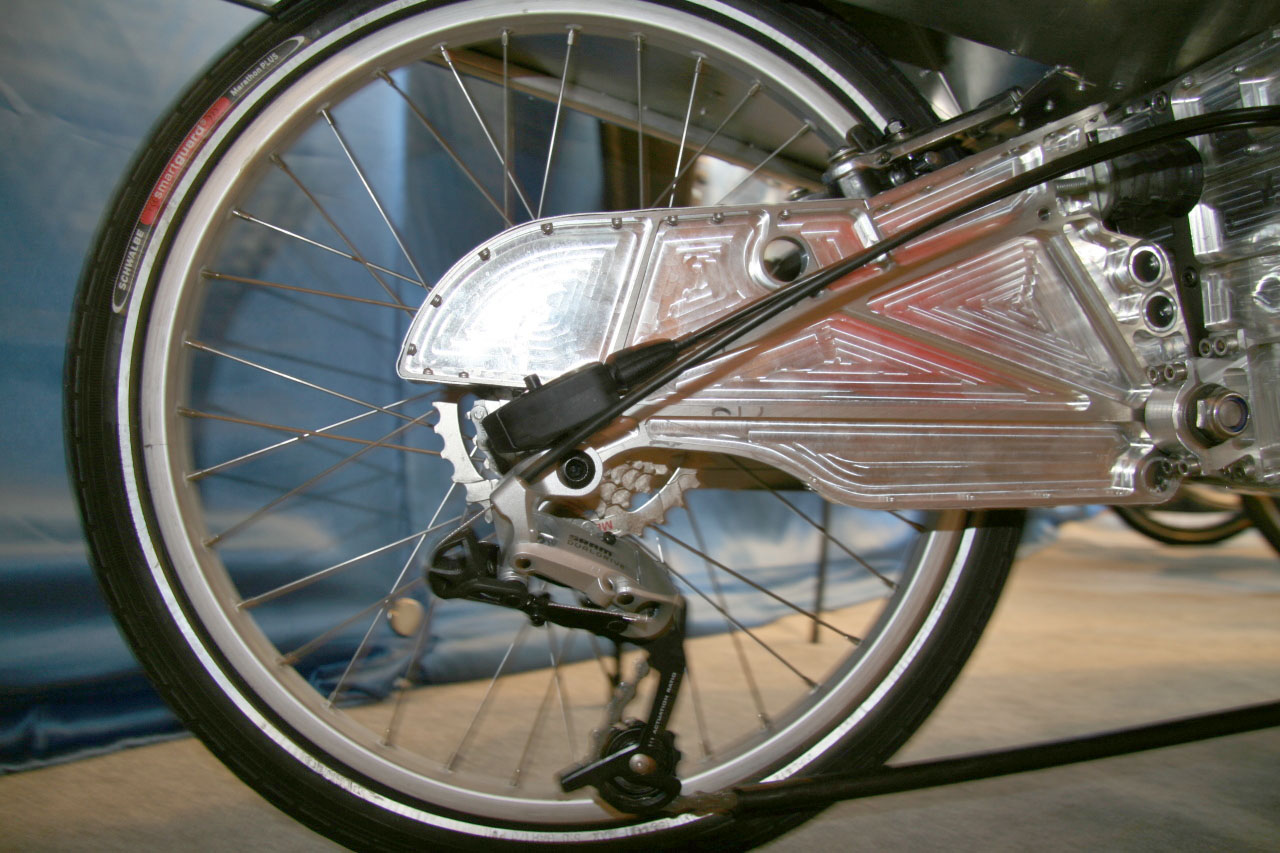
Hinterrad

Das Alleweder ist nach dem Tadpole-Prinzip gebaut, hat also zwei lenkbare Vorderräder und ein einzelnes Rad im Heck. Das Heckrad ist auch das Antriebsrad, was eine lange Kettenführung notwendig macht, aber den Antrieb vereinfacht. Alle Räder sind gefedert. Das Hinterrad steckt in einer Aludruckguss-Schwinge mit Gummipuffer-Federung, die Vorderräder sind an MacPherson-Federbeinen und Querlenkern geführt. Anders als auf dem Vorführfahrzeug im Bild können die Vorderräder als Scheibenräder ausgeführt werden, um den Luftwiderstand zu verringern. Die Antriebskette verläuft durch den doppelten Boden und wird im Zugtrum einmal umgelenkt, das Leertrum ist zweimal (in der Version von 2007 zwischenzeitlich nur einmal) umgelenkt. Im Normalfall wird das A4 mit einem Kettenblatt mit 60 Zähnen und 170-mm-Kurbeln ausgeliefert. Die Kette ist ein Standardteil aus dem Fahrradbau; das erleichtert Wartung und Reparatur.
Wahlweise gibt es das Velomobil mit einer Kombination aus Ketten- und Nabenschaltung (SRAM 3x8) oder mit der 14-Gang-Rohloffnabe. Das Leergewicht des Fahrzeugs beträgt dann 34 kg.

### Lenkung, Bremsen
Das Alleweder wird oben gelenkt. Ein kleiner Lenker (Tiller-Lenker, engl. Pinne, herangezogen) sitzt auf einer langen Stange, die am Boden zwischen den Beinen ein Kardangelenk hat. Dadurch ist der Lenker im Fahrzeuginnern frei beweglich. Zum Einsteigen wird der Lenker nach vorne in eine Halterung geklappt. Während der Fahrt wird er herangezogen. An den Lenkergriffen befinden sich die 3-Gang-Schaltung, der Regler für den Elektroantrieb und die 8-Gang-Kettenschaltung, oder die der Rohloff-Schaltung. Vor den Lenkergriffen ist in Reichweite von Zeige- und Mittelfinger die Bremse für die Vorderräder, hinten am Lenker in Reichweite der Daumen die Bremse für das Hinterrad. Diese hat auch einen Feststellmechanismus, um ein versehentliches Wegrollen des Rades beim Ein- und Aussteigen und am Berg zu verhindern. Die vorderen Bremsen sind als Trommelbremsen ausgeführt (gegen Aufpreis hydraulisch betätigt), das hintere Rad wird über Seilzug von einer V-Brake gebremst.

### Beladung
Der Schalensitz ist nach vorne umklappbar und dahinter befindet sich ein ca. 80 Liter fassender Kofferraum. Seitlich des Sitzes verlaufen in Bodenhöhe vom vorderen zum hinteren Radkasten zwei weitere Stauräume. Dort befinden sich in der E-Version auch die Akkus. Auf Kundenwunsch ist auch eine obenliegende Öffnung des Kofferraums konstruierbar. Diese Öffnung kann mit einem Kindersitz ausgestattet werden. An der Hinterradschwinge können zweispurige Fahrradanhänger montiert werden.

### Beleuchtung
Bei der Version AW 4 wird das Licht üblicherweise hinter einer Öffnung in der Fronthaube montiert. Das Rücklicht ist am Heckspiegel befestigt. Ein Dynamobetrieb ist jedoch nicht vorgesehen, so dass die Beleuchtung ausschließlich über Akkus betrieben wird.

### Selbstbau
Das Alleweder 4 kann als Bausatz von der Firma Alligt (NL) erworben werden. Generaldistributor in Deutschland ist die Firma Lohmeyer Leichtfahrzeuge GbR. Der Bausatz kommt direkt aus den Niederlanden per Post. Geliefert werden zwei Gebinde, ein großer Karton und eine flache Kiste aus Sperrholz. Im Karton befinden sich alle Teile außer den Blechen und Spanten; diese befinden sich in der Sperrholzkiste.
Im Bausatz mitgeliefert ist ein Batterielicht für die Lenkermontage, das zum Anbau in der Nähe des linken Rückspiegels gedacht ist. Auch ein batteriebetriebenes Rücklicht ist dem Bausatz beigelegt.
Der Aufbau gestaltet sich dank einer online verfügbaren Anleitung als unproblematisch und ist selbst innerhalb einer Wohnung möglich. Der entstehende Abfall besteht zum Großteil aus Aluspänen durch das Bohren der Nietlöcher und den abgerissenen Nietstiften.
Man muss vor dem Bau lediglich darauf achten, dass das fertig aufgebaute Fahrzeug sich auch wieder aus der Wohnung entfernen lässt. Die meisten Türen haben nur eine Breite von 80 cm, das fertige Alleweder liegt jedoch knapp darüber.
Trotz der guten Anleitung muss bei der Montage des Alleweders sorgfältig vorgegangen werden und es ist viel gedankliche Eigenleistung vonnöten. Laut des Entwicklers der Anleitung benötigt man für das Gehäuse ca. 40 Stunden, für den Rest noch einmal 30 Stunden.
Durch das Material Aluminium und ca. 400 übrig bleibender Niete sind Erweiterungen an der Karosserie und das Anbringen von Zubehör leicht möglich.

### Alleweder-E
Das Alleweder-E basiert auf dem AW 4 oder AW 6 und ist ein Elektro-Velomobil der Firma Lohmeyer-Leichtfahrzeuge GbR in Hennef bei Köln. Es ist ein Alleweder, das mit einem Elektromotor mit entweder 250 oder 500 Watt ausgestattet und – in der stärkeren Version auch zugelassen – wird. In den Niederlanden darf diese Art des Elektrofahrrades nicht vertrieben werden. Eine Anmeldung in Deutschland (Versicherungskennzeichen) und der Betrieb in den Niederlanden ist jedoch gestattet.
- Die kleine Version des Elektroantriebs (250 Watt) ist kennzeichenfrei. Der Elektroantrieb funktioniert nur unterstützend beim Treten und schaltet bei Geschwindigkeiten über 24 km/h ab (Pedelec). Das Leergewicht mit einem 11-Ah-Li-Ionen-Akku beträgt 42 kg.
- In der stärkeren Version (500 Watt, zugelassen als dreirädriges Kleinkraftrad mit Versicherungskennzeichen) erreicht der Motor in der Ebene 45 km/h. Der Motor kann jedoch jederzeit durch Mittreten unterstützt werden. Sportliche Fahrer erreichen durch eigenen Körpereinsatz auch 60 km/h in der Ebene. In dieser Version ist im Bug ein 25-Watt-Scheinwerfer eingebaut, hinten auch ein (zusätzliches) Bremslicht und als Option können Blinker (Fahrtrichtungsanzeiger) montiert werden.

Der Elektromotor befindet sich im Bug unter der schwarzen Fronthaube und treibt über eine Kette ein eigenes Kettenblatt auf der Tretkurbel an. Die Tretkurbel hat einen eigenen Freilauf, so dass der Motor auch ohne Mittreten funktioniert. Dadurch, dass der Motor das Hinterrad über die Fahrrad-Schaltung antreibt, kann er immer nahe seiner optimalen Drehzahl laufen; diese beträgt auf der Tretkurbel etwa 90 Umdrehungen pro Minute.

#### Energieversorgung und -verbrauch
Die elektrische Energie für den Antriebsmotor kommt aus Lithium-Ionen-Akkus mit wahlweise 8, 11 oder 16 Amperestunden bei 24 Volt; es ergeben sich also Kapazitäten von 192, 264 bzw. 384 Wattstunden. Es können mehrere Akkus gleichzeitig oder nacheinander verwendet werden, was die Reichweite erhöht. So sind je nach Motorversion und mit zwei 16-Ah-Akkus bis zu 84 km Reichweite möglich. Durch Unterstützung des Motors durch Mittreten lässt sich diese Reichweite weiter erhöhen.
Der Energieverbrauch beträgt 1 bis 1,5 kWh auf 100 km.
Zum Vergleich: Ein Fahrzeug mit einem Energieverbrauch von 1,5 kWh benötigt etwa ein Zwanzigstel der Energie eines Motorrollers oder Drei-Liter-Autos.
Die Alleweder 1–5 werden heute nicht mehr gebaut.

## Alleweder 5
Das AW 5 entspricht dem AW 4, außer dass es für Menschen von 1,5 bis 1,7 Metern Körpergröße gedacht ist. Es ist 2 kg leichter, 27 cm kürzer und 8 cm niedriger. Besonders die geringere Höhe ist entscheidend, da kleinere Menschen im AW 4 nicht über die vordere Haube hinweg blicken können. Diese Version wird nicht mehr produziert.

## Alleweder 6
Das AW 6 ist eine Neuentwicklung der Firmen Alligt und Lohmeyer-Leichtfahrzeuge GbR. Der Unterbau besteht zum Großteil noch aus den Aluminiumteilen des AW 4 und kommt weiterhin von Alligt aus den Niederlanden. Auch die Hinterradaufhängung ist unverändert. Der gesamte Aufbau besteht nun jedoch aus Kunststoff und wird in Hennef von Lohmeyer gefertigt und montiert. Das A6 ist geräumiger geworden, der Einstieg ist im vorderen Bereich tiefer gezogen, um das Ein- und Aussteigen zu erleichtern. Das A6 ist auch für größere und breitere Fahrer geeignet. Besonders größere Menschen mit breiten Schultern stoßen im AW 4 mit den Schultern von innen an die Einstiegskante.
Das AW 6 wird mit hydraulische betätigten Trommelbremsen für die Vorderräder geliefert. Die Maße sind 2,6 m Länge, 82 cm Breite, Gewicht: ab 32 kg, je nach Ausstattung.
Dadurch, dass der Unterbau weiterhin von Alligt geliefert wird, werden auch die Seriennummern des AW 4 fortgeführt und je nach Bedarf beim AW 4 oder AW 6 verwendet. Ende April 2008 wurde bereits Fahrzeugnummer 144 gebaut. Im Jahr 2008 wurden 50 Alleweder gebaut:  38 AW 4 und 12 AW 6 in der 2. Jahreshälfte.
Das Alleweder 6, auch mit TÜV-Abnahme bis 45 km/h, wird weitergebaut von der Firma Akkurad Lohmeyer-Leichtfahrzeuge. Insgesamt wurden bis 2022 ca. 950 Alleweder gebaut. Eine vierrädrige Variante ist in Arbeit.
Der Prototyp ist fertig (stand 8 2023)
Die neue Bezeichnung lautet GalloPE AZ, siehe www.akkurad.com

## Alleweder 7
Das AW 7 ist eine Weiterentwicklung des AW 6. Die Bodenwanne ist schmaler, der Einstieg hoch und schmal und von derselben Form wie des Velomobils Quest; auch passen die Schaumdeckel des Quests beim Alleweder. Die Maße des Alleweders sind 250 cm Länge, 76 cm Breite und es wiegt um die 34 kg.
Das Alleweder 7 wird nicht mehr gebaut.

## Alleweder 8
Das Alleweder 8  wurde wieder als genietete, selbsttragende Alublechkarosserie, in der Größe eines WAW, Milan als Bausatz und Fertigfahrzeug angeboten.
Leider gab es nur einen Prototyp sowie 4–5 Serienmodelle, danach wurde die Produktion aus Kostengründen eingestellt.